# Атажурт (Жетисайський район)
Атажу́рт (каз. Атажұрт) — село у складі Жетисайського району Туркестанської області Казахстану. Входить до складу Абайського сільського округу.
Населення — 308 осіб (2021; 131 у 2009).